# Horváth Iván (költő)
Horváth Iván János (Horvátzsidány, 1940. március 1. – Acsád, 2002. március 27.) katolikus pap, néprajzkutató, muzeológus, magyarországi horvát költő, író.

## Életpályája
Kőszegen végezte el középfokú iskoláit, zeneiskolai képzése során megtanult orgonálni. Egy velemi táborozás során Sárosi Bálint hatott rá, s ekkor jegyezte el magát végleg a néprajztudomány művelése mellett. Ortutay Gyula, Manga János és Diószegi Vilmos ajánlására az ELTE-BTK-n szakmai munkássága alapján az egyetem végigjárása nélkül doktorált (horvát és magyar) néprajztudományból.
1964. június 17-én a győri székesegyházban Papp Kálmán győri megyéspüspök szentelte két diakónus társával együtt áldozópappá. 1964. szeptember 5-én Vitnyédre helyezték segédlelkészként. 1965-ben a vitnyédi árvízveszély során a gáterősítésben tanúsított áldozatos tevékenységét külön kiemelték püspöki elismerés mellett.
Plébánosi kinevezését Und község 1750-ben épült barokk, Szent Márton-templomához kapta. Itt élt 1967 és 1974 között.
Elismert néprajzíró és -kutató volt. Főként a folklór területén kutatott, s azon belül a burgenlandi horvátok monda-, népdal-, hiedelemvilágával és hagyományaival foglalkozott. Szűkebb szülőföldje, a Szombathely, Kőszeg és Sopron környéki horvát nyelvű települések nyelvjárását rögzítette.
1968 szeptemberében az országos néprajzi és nyelvjárásgyűjtő pályázat megyei tagozatára beadott dolgozatát külön megemlítették: „Kiemelkedő Horváth Iván (Und) tanulmánya a horvát lakodalmi szokásokról...” Ezzel a pályázat felnőtt csoportjának második, pénzjutalommal járó díját nyerte el.
1972-ben a néprajzi és nyelvjárási pályázaton a Domonkos Ottó, V. Bíró Ibolya, Lackovits Emőke összeállítású néprajzi szakbizottság „a felnőttek csoportjában kiemelt első díjban részesítette Horváth Iván undi plébános 31 fotóval illusztrált, 214 oldalas munkáját, amelyben a búcsújárás folklórját, népszokásait és népköltészeti anyagát dolgozta fel kiemelkedő szinten. A pályázó a gyűjtését a Magyar Tudományos Akadémia támogatásával végezte” — írta a Kisalföld.
1972-ben a Művelődésügyi Minisztérium Nemzetiségi Főosztálya különdíjával (Und, Győr-Sopron megyei, I. díjként) tüntették ki kiemelkedő horvát nyelvű gyűjteményéért a Magyar Rádió Ifjúsági Osztálya mondóka-, gyermekdal- és játékpályázatán.
Néprajzi gyűjtései során Und, Peresznye, Narda, Zsidány adatközlőitől jegyzett le népdalokat, melyek közül többet Vujicsics Tihamér szerkesztett egybe, és A magyarországi délszlávok zenei hagyományai című művében tett közzé (már posztumusz, 1978-ban jelent meg.)
Gyűjtött népi találós kérdései, rejtvényei Mándoki László néprajzkutató muzeológus elemzéseiben sűrűn megtalálhatók a Janus Pannonius Múzeum Közleményeiben közzétéve. (1978, 1983).
1973/74-ben laicizált, s 1974. március 5-től 1982. július 30-ig a Magyar Kereskedelmi és Vendéglátóipari Múzeumban helyezkedett el. A tárgyi gyűjtemény, a fotótár és a numizmatikai gyűjtemény tartozott a referenciájába. Itt főként a cukrászat történetével foglalkozott. Az 1970-es években a Pécsi Rádió szerb-horvát nyelvű műsorában is rendszeresen szerepelt.
1982-ben a Kőbányai Sörgyár értékes Emléktárába került gyűjteményvezetőként és igazgatóként. Az itteni múzeum új állandó kiállítását 1982-ben ő rendezte be.
Kilépve a múzeumi állásból, stúdióvezetőként dolgozott, számos tudományos és ismeretterjesztő előadást tartott az ország területén Horvátország és a horvátok történetével, hagyományaival, életmódjával kapcsolatban. A Délszlávok Demokratikus Szövetsége keretén belül országos néprajzi kutató- és gyűjtőmunkát vezetett az 1980-as években.
A Magyar Néprajzi Társaság tagja volt.
Szépirodalmi munkásságát idősebb korában kezdte el, főleg dalokat írt gradišćei nyelven.

## Művei

### Néprajzi, muzeológiai
- Kisalföldi horvátok. Recenzió Ízes Mihály „Horvátok a Kisalföldön” (Életünk, 1968/3. szám) című dolgozatáról. Életünk, (7. évf.), 1969. 1. szám, 117−120. o.
- Fratrovac. (Mondák hiedelmek...) Életünk (8. évf.), 1970. 3. szám, 240−250. o.
- Horvátzsidány hiedelmei. In:Arrabona – Múzeumi közlemények 15. Xantus János Múzeum, Győr, 1973, 169–198. o.
- A „vila” szerepe a nyugat-magyarországi horvát néphitben. In: Kosa László–Krupa András (szerk.): Nemzetközi néprajzi nemzetiségkutató konferencia. Békéscsaba, 1975. október 28–31. Magyar Néprajzi Társaság – Tudományos Ismeretterjesztő Társulat Békés megyei Szervezete. Békéscsaba, 1975
- Széphistória - népballada. Életünk (15. évf.), 1977. 1. szám, 66–72. o.
- A naptári ünnepekhez fűződő szokások és hiedelmek a nyugat-magyarországi horvátoknál. In: Folklór Archívum 10. Szerk.: Hoppál Mihály. MTA Néprajzi Kutatócsoport, Budapest, 1978. 102 o. (Önálló kötet).
- Praznični običaji i narodna vjerovanja čakavskih Hrvata u zapadnoj Madjarskoj. In: Etnografija Juznih Slavena и Madarskoj 2. 1977. 62–78. o.
- A magyar cukrászat története. Kézirat. Magyar Kereskedelmi és Vendéglátóipari Múzeum adattára. Budapest, 1981.
- A vendéglátóipar-történeti tárgyi gyűjtemény. (198–203. o.); Aprónyomtatványok, dokumentumok (215–216. o.); A vendéglátóipar-történeti könyvtár (230–235. o.) In: Borza Tibor (szerk.): A Magyar Kereskedelmi és Vendéglátóipari Múzeum évkönyve 1982.
- Draveczky Balázs–Dworschák Ernő–Horváth Iván: Teázóknak való. Budapest, 1985.

### Szépirodalmi
- Židanski dičaki (Zsidányi gyerekek, gyermekregény)
- Pjesme (Versek)